# La Reforma, Tamazunchale
La Reforma är en ort i Mexiko.   Den ligger i kommunen Tamazunchale och delstaten San Luis Potosí, i den sydöstra delen av landet, 210 km norr om huvudstaden Mexico City. La Reforma ligger 827 meter över havet och antalet invånare är 210.
Terrängen runt La Reforma är kuperad åt nordväst, men åt sydost är den bergig. Runt La Reforma är det tätbefolkat, med 476 invånare per kvadratkilometer. Närmaste större samhälle är Tamazunchale, 13,7 km öster om La Reforma. I omgivningarna runt La Reforma växer i huvudsak städsegrön lövskog.